# 2221 Chilton
A 2221 Chilton (ideiglenes jelöléssel 1976 QC) a Naprendszer kisbolygóövében található aszteroida. Harvard Obszervatórium fedezte fel 1976. augusztus 25-én.